# Esiliiga 2001
L'edizione 2001 fu l'11ª edizione dell'Esiliiga. Vide la vittoria finale del Levadia Pärnu.

## Formula
Le 8 squadre partecipanti disputarono il campionato incontrandosi in due gironi di andata e e due di ritorno, per un totale di 28 giornate. Erano previsti una promozione diretta, un play-off spareggio con la penultima (settima) di Meistriliiga e un play-out.

## Squadre partecipanti
| Club           | Città    | Stagione precedente                  |
| -------------- | -------- | ------------------------------------ |
| Elva           | Elva     | Squadra di nuova fondazione          |
| HÜJK Emmaste   | Emmaste  | Squadra di nuova fondazione          |
| Kalev Sillamäe | Sillamäe | 1º nel girone Nord/Est di II Liiga   |
| Levadia Pärnu  | Pärnu    | 1º nel girone Sud/Ovest di II Liiga  |
| Maardu         | Maardu   | 1º posto                             |
| Merkuur Tartu  | Tartu    | 6º posto                             |
| Tervis Pärnu   | Pärnu    | 2º posto                             |
| Valga          | Valga    | 8º posto in Meistriliiga, retrocesso |

## Classifica finale
|  | Pos. | Squadra        | Pt | G  | V  | N | P  | GF | GS  | DR   |
|  | ---- | -------------- | -- | -- | -- | - | -- | -- | --- | ---- |
|  | 1    | Levadia Pärnu  | 52 | 28 | 15 | 7 | 6  | 67 | 39  | +28  |
|  | 2    | Valga          | 51 | 28 | 16 | 3 | 9  | 61 | 38  | +23  |
|  | 3    | Maardu         | 47 | 28 | 14 | 5 | 9  | 65 | 47  | +18  |
|  | 4    | Merkuur Tartu  | 46 | 28 | 14 | 4 | 10 | 57 | 35  | +22  |
|  | 5    | Elva           | 42 | 28 | 12 | 6 | 10 | 64 | 33  | +31  |
|  | 6    | HÜJK Emmaste   | 40 | 28 | 12 | 4 | 12 | 43 | 50  | -7   |
|  | 7    | Kalev Sillamäe | 39 | 28 | 12 | 3 | 13 | 59 | 53  | +6   |
|  | 8    | Tervis Pärnu   | 3  | 28 | 1  | 0 | 27 | 25 | 146 | -121 |

### Spareggio promozione/retrocessione per Meistriliiga
| 12 novembre 2001                                                         | Valga     | 2 – 1        | Lootus Kohtla-Järve |  |
| \| \| \| \| \| Enver Jääger 14’ Kask 18’ \| Marcatori \| 64’ Golitsõn \| |           |              |                     |  |
|                                                                          |           |              |                     |  |
| Enver Jääger 14’ Kask 18’                                                | Marcatori | 64’ Golitsõn |                     |  |

| 17 novembre 2001                              | Lootus Kohtla-Järve | 1 – 0 | Valga |  |
| \| \| \| \| \| Abornev 78’ \| Marcatori \| \| |                     |       |       |  |
|                                               |                     |       |       |  |
| Abornev 78’                                   | Marcatori           |       |       |  |

### Spareggio promozione/retrocessione per Esiliiga
| 10 novembre 2001 | TJK | 7 – 0 | HÜJK Emmaste |  |

| 17 novembre 2001 | HÜJK Emmaste | Non – Disp. | TJK |  |

### Verdetti
- Levadia Pärnu promosso in Meistriliiga 2002.
- HÜJK Emmaste retrocesso in II Liiga dopo la sconfitta allo spareggio.
- Kalev Sillamäe retrocesso in II Liiga e poi ripescato a completamento dell'organico.
- Tervis Pärnu retrocesso in II Liiga.